# Parti conservateur (Roumanie, 1991-2015)
Pour les articles homonymes, voir Parti conservateur, Parti conservateur (Roumanie) et PUR.
Ne doit pas être confondu avec Parti du pouvoir humaniste.
Le Parti conservateur (en roumain : Partidul Conservator, PC) est un parti politique roumain, de type conservateur mais allié au Parti social-démocrate, depuis 2011 au sein de l'Union sociale-libérale. Fondé en 1991, après la chute du communisme, sous le nom de Parti humaniste roumain (roumain : Partidul Umanist Român, PUR). Il a pris le nom de « Parti conservateur » le 7 mai 2005.
Le 19 juin 2015, il annonce sa fusion avec le Parti libéral-réformateur, dirigé par Călin Popescu-Tăriceanu, pour former l'Alliance des libéraux et démocrates (ALDE),.

## Dirigeants

### Présidents
- Dan Voiculescu (18 décembre 1991 - 29 novembre 2007[4])
- Daniela Popa (27 janvier 2008[5]- 23 janvier 2010[6])
- Daniel Constantin (28 février 2010[7]-19 juin 2015)

## Résultats électoraux

### Élections parlementaires
| Année | Chambre des députés | Chambre des députés | Sénat  | Sénat    |
| Année | Voix                | Mandats             | Voix   | Mandats  |
| ----- | ------------------- | ------------------- | ------ | -------- |
| 1992  | 0,2 %               | 0 / 341             |        | 0 / 143  |
| 1996  |                     | 0 / 343             |        | 0 / 53   |
| 2000a | 36,6 %              |                     | 37,1 % |          |
| 2004a | 36,8 %              | 19 / 332            | 37,2 % | 10 / 137 |
| 2008a | 33,1 %              | 4 / 334             | 34,7 % | 4 / 147  |
| 2012b | 58,6 %              | 13 / 412            | 60,1 % | 8 / 176  |

### Élections européennes
| Année | Voix   | Mandats | Tête de liste |
| ----- | ------ | ------- | ------------- |
| 2007  | 2,9 %  | 0 / 35  | Maria Grapini |
| 2009a | 31,1 % | 1 / 33  |               |
| 2014c | 39,2 % | 2 / 32  |               |

a En coalition avec le sociaux-démocrates. Sont présentés les suffrages obtenus par la coalition, mais le nombre de sièges obtenus par le PUR/PC.

b  Membre de l'Union sociale-libérale. Sont présentés les suffrages obtenus par la coalition, mais le nombre de sièges obtenu par le PC.

c  Membre de l'Union sociale démocrate. Sont présentés les suffrages obtenus par la coalition, mais le nombre de sièges obtenu par le PC.